# Görögország a 2008. évi nyári olimpiai játékokon

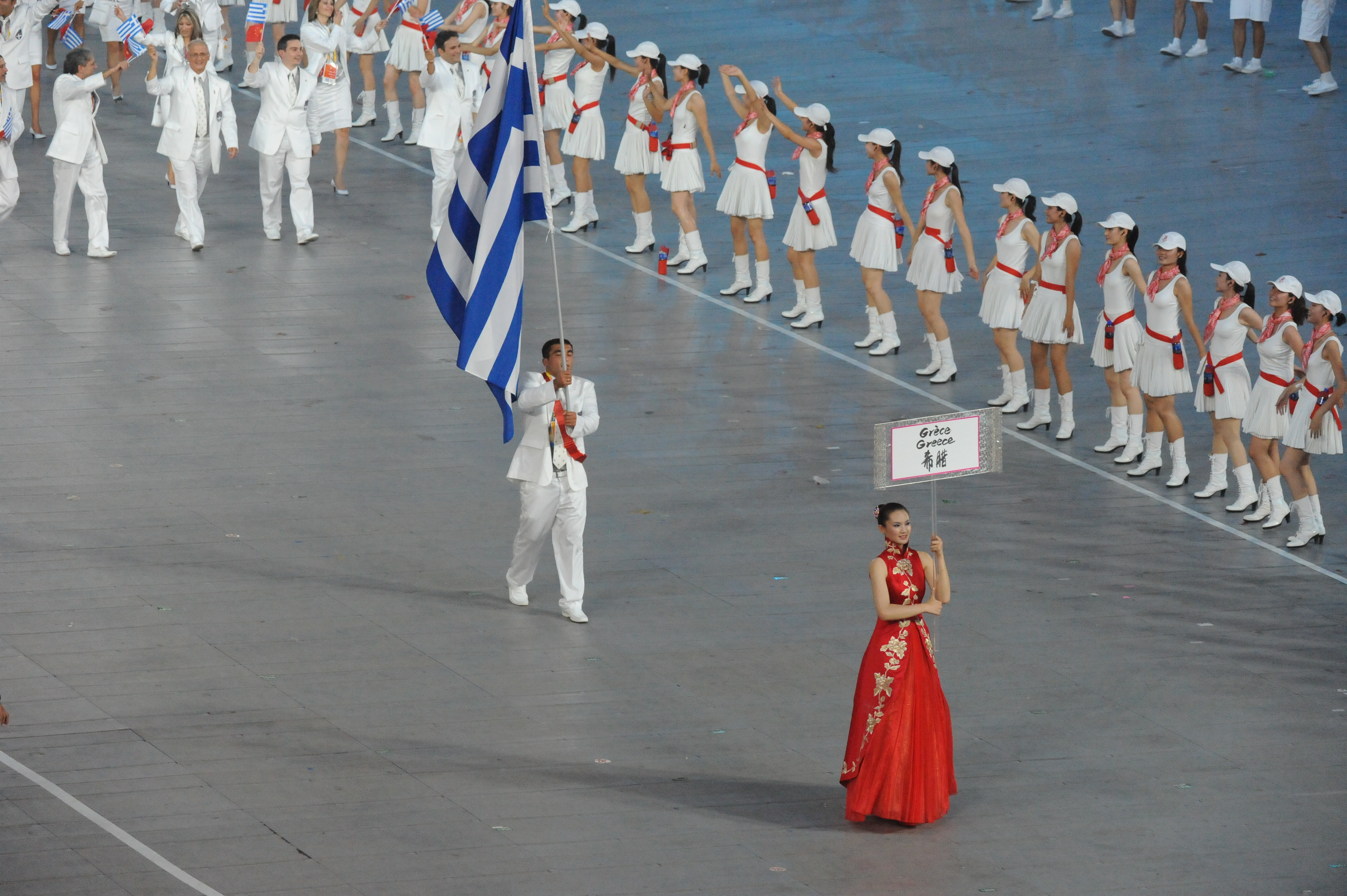
Ilíasz Iliádisz a görög nemzeti zászlóval az olimpiai megnyitón

Görögország a kínai Pekingben megrendezett 2008. évi nyári olimpiai játékok egyik részt vevő nemzete volt. Az országot az olimpián 23 sportágban 152 sportoló képviselte, akik összesen 4 érmet szereztek.

## Érmesek
| Érem  | Versenyző                                             | Sportág    | Versenyszám                    |
| ----- | ----------------------------------------------------- | ---------- | ------------------------------ |
| Ezüst | Dimítrisz Mújosz Vaszíliosz Polímerosz                | Evezés     | Férfi könnyűsúlyú kétpárevezős |
| Ezüst | Aléxandrosz Nikolaídisz                               | Taekwondo  | Férfi nehézsúly                |
| Bronz | Hriszopijí Devedzí                                    | Atlétika   | Női hármasugrás                |
| Bronz | Szofía Bekatóru Virginía Kravarióti Szofía Papadopúlu | Vitorlázás | Női yngling                    |

## Asztalitenisz

### Férfi
| Versenyző          | Versenyszám | Selejtező         | 64-es főtábla                                 | 48-as főtábla                                                 | 32-es főtábla                                       | Nyolcaddöntő                          | Negyeddöntő       | Elődöntő          | Döntő             | Helyezés |
| Versenyző          | Versenyszám | Ellenfél Eredmény | Ellenfél Eredmény                             | Ellenfél Eredmény                                             | Ellenfél Eredmény                                   | Ellenfél Eredmény                     | Ellenfél Eredmény | Ellenfél Eredmény | Ellenfél Eredmény | Helyezés |
| ------------------ | ----------- | ----------------- | --------------------------------------------- | ------------------------------------------------------------- | --------------------------------------------------- | ------------------------------------- | ----------------- | ----------------- | ----------------- | -------- |
| Panajótisz Giónisz | Egyes       |                   | Gustavo Tsuboi (BRA) · 11-7, 11-3, 11-5, 11-5 | Ko Lai Chak (HKG) · 5-11, 11-7, 4-11, 12-10, 8-11, 11-4, 4-11 | kiesett                                             | kiesett                               | kiesett           | kiesett           | kiesett           | 33.      |
| Kalínikosz Kreánga | Egyes       |                   |                                               |                                                               | Mizutani Dzsun (JPN) · 9-11, 11-9, 11-4, 11-8, 11-3 | Ma Lin (CHN) · 5-11, 5-11, 3-11, 7-11 | kiesett           | kiesett           | kiesett           | 9.       |

#### Csapat
- Daniel Ciókasz
- Panajótisz Giónisz
- Kalínikosz Kreánga

A csoport
| Csapat      | JM | GY | V | GyJ | VJ | PT |
| ----------- | -- | -- | - | --- | -- | -- |
| Kína        | 3  | 3  | 0 | 27  | 5  | 6  |
| Ausztria    | 3  | 2  | 1 | 20  | 11 | 4  |
| Görögország | 3  | 1  | 2 | 12  | 18 | 2  |
| Ausztrália  | 3  | 0  | 3 | 2   | 27 | 0  |

| Kína (CHN) | 3 – 0 | Görögország |

| Ausztria (AUT) | 3 – 0 | Görögország |

| Görögország (GRE) | 3 – 0 | Ausztrália |

| Csapat      | Helyezés |
| ----------- | -------- |
| Görögország | 9.       |

## Atlétika
Férfi
| Versenyző                                                                                      | Versenyszám     | Előfutam | Előfutam | Előfutam | Negyeddöntő | Negyeddöntő | Negyeddöntő | Elődöntő | Elődöntő | Elődöntő | Döntő   | Döntő    |
| Versenyző                                                                                      | Versenyszám     | Idő      | Hely.    | Össz.    | Idő         | Hely.       | Össz.       | Idő      | Hely.    | Össz.    | Idő     | Helyezés |
| ---------------------------------------------------------------------------------------------- | --------------- | -------- | -------- | -------- | ----------- | ----------- | ----------- | -------- | -------- | -------- | ------- | -------- |
| Konsztandínosz Duvalídisz                                                                      | 110 m gát       | 13,49    | 1.       | 9.       | 13,46       | 4.          | 11.*        | 13,55    | 5.       | 11.      | kiesett | kiesett  |
| Periklísz Iakovákisz                                                                           | 400 m gát       | 49,50    | 2.       | 13.      |             |             |             | 48,69    | 4.       | 7.       | 49,96   | 8.       |
| Konsztandínosz Sztefanópulosz                                                                  | 50 km gyaloglás |          |          |          |             |             |             |          |          |          | 4:07:53 | 37.      |
| Sztilianósz Dimótsziosz Dimítrisz Grávalosz Pandelísz Melahrinúdisz Konsztandínosz Anasztaszíu | 4 × 400 m váltó | 3:04,30  | 7.       | 15.      |             |             |             |          |          |          | kiesett | kiesett  |

| Versenyző                | Versenyszám   | Selejtező | Selejtező | Döntő                 | Döntő                 |
| Versenyző                | Versenyszám   | Eredmény  | Helyezés  | Eredmény              | Helyezés              |
| ------------------------ | ------------- | --------- | --------- | --------------------- | --------------------- |
| Konsztandínosz Baniótisz | Magasugrás    | 210 cm    | 37.*      | kiesett               | kiesett               |
| Lúisz Cátumasz           | Távolugrás    | 827 cm    | 1.        | érvényes ugrás nélkül | érvényes ugrás nélkül |
| Dimítrisz Ciámisz        | Hármasugrás   | 16,65 m   | 23.       | kiesett               | kiesett               |
| Mihálisz Sztamatojánisz  | Súlylökés     | 18,45 m   | 36.       | kiesett               | kiesett               |
| Aléxandrosz Papadimitríu | Kalapácsvetés | 74,33 m   | 18.       | kiesett               | kiesett               |
| Jánisz-Jórgosz Zmaliósz  | Gerelyhajítás | 71,87 m   | 27.       | kiesett               | kiesett               |

Női
| Versenyző             | Versenyszám     | Előfutam | Előfutam | Előfutam | Elődöntő | Elődöntő | Elődöntő | Döntő    | Döntő    |
| Versenyző             | Versenyszám     | Idő      | Hely.    | Össz.    | Idő      | Hely.    | Össz.    | Idő      | Helyezés |
| --------------------- | --------------- | -------- | -------- | -------- | -------- | -------- | -------- | -------- | -------- |
| Dímitra Dóva          | 400 m           | 52,69    | 5.       | 29.      | kiesett  | kiesett  | kiesett  | kiesett  | kiesett  |
| Konsztandína Efendáki | 1500 m          | 4:15,02  | 10.      | 24.      |          |          |          | kiesett  | kiesett  |
| Flóra Rendúmi         | 100 m gát       | 13,56    | 7.       | 35.      | kiesett  | kiesett  | kiesett  | kiesett  | kiesett  |
| Iríni Kokinaríu       | 3000 m akadály  | 10:22,39 | 15.      | 46.      |          |          |          | kiesett  | kiesett  |
| Eléni Dondá-Balí      | Maraton         |          |          |          |          |          |          | 2:46:44  | 60.      |
| Athanaszía Cumeléka   | 20 km gyaloglás |          |          |          |          |          |          | kizárták | kizárták |
| Evangelía Xinú        | 20 km gyaloglás |          |          |          |          |          |          | 1:32:19  | 24.      |
| Dészpina Zapunídu     | 20 km gyaloglás |          |          |          |          |          |          | 1:39:11  | 40.      |

| Versenyző             | Versenyszám   | Selejtező             | Selejtező             | Döntő    | Döntő    |
| Versenyző             | Versenyszám   | Eredmény              | Helyezés              | Eredmény | Helyezés |
| --------------------- | ------------- | --------------------- | --------------------- | -------- | -------- |
| Andonía Szterjíu      | Magasugrás    | 185 cm                | 24.*                  | kiesett  | kiesett  |
| Nikoléta Kiriakopúlu  | Rúdugrás      | 415 cm                | 27.***                | kiesett  | kiesett  |
| Afrodíti Szkafída     | Rúdugrás      | 430 cm                | 19.**                 | kiesett  | kiesett  |
| Hriszopijí Devedzí    | Távolugrás    | 657 cm                | 14.                   | kiesett  | kiesett  |
| Hriszopijí Devedzí    | Hármasugrás   | 14,92 m               | 2.                    | 15,23 m  |          |
| Athanaszía Péra       | Hármasugrás   | érvényes ugrás nélkül | érvényes ugrás nélkül | kiesett  | kiesett  |
| Iríni Terzóglu        | Súlylökés     | 16,50 m               | 26.                   | kiesett  | kiesett  |
| Dorothéa Kalpakídu    | Diszkoszvetés | 53,00 m               | 35.                   | kiesett  | kiesett  |
| Sztilianí Papadopúlu  | Kalapácsvetés | 69,36 m               | 12.                   | 64,97 m  | 11.      |
| Alexándra Papajeorjíu | Kalapácsvetés | 66,72 m               | 28.                   | kiesett  | kiesett  |
| Száva Líka            | Gerelyhajítás | 59,11 m               | 15.                   | kiesett  | kiesett  |

| Versenyző        | Versenyszám | 100 m gát | 100 m gát | Magasugrás | Magasugrás | Súlylökés | Súlylökés | 200 m | 200 m | Távolugrás | Távolugrás | Gerelyhajítás | Gerelyhajítás | 800 m   | 800 m | Végeredmény | Végeredmény |
| Versenyző        | Versenyszám | Idő       | Pont      | Eredmény   | Pont       | Eredmény  | Pont      | Idő   | Pont  | Eredmény   | Pont       | Eredmény      | Pont          | Idő     | Pont  | Pont        | Helyezés    |
| ---------------- | ----------- | --------- | --------- | ---------- | ---------- | --------- | --------- | ----- | ----- | ---------- | ---------- | ------------- | ------------- | ------- | ----- | ----------- | ----------- |
| Argiró Sztratáki | Hétpróba    | 14,05     | 971       | 168 cm     | 830        | 13,22 m   | 742       | 25,47 | 844   | 597 cm     | 840        | 45,20 m       | 767           | 2:14,57 | 899   | 5893        | 24.         |

* - egy másik versenyzővel azonos időt/eredményt ért el

** - két másik versenyzővel azonos eredményt ért el

*** - három másik versenyzővel azonos eredményt ért el

## Birkózás

### Férfi
Kötöttfogású
| Versenyző               | Versenyszám | Selejtező                  | Nyolcaddöntő                   | Negyeddöntő       | Elődöntő          | Vigaszág első kör | Vigaszág elődöntő | Bronz- mérkőzés   | Döntő             | Helyezés |
| Versenyző               | Versenyszám | Ellenfél Eredmény          | Ellenfél Eredmény              | Ellenfél Eredmény | Ellenfél Eredmény | Ellenfél Eredmény | Ellenfél Eredmény | Ellenfél Eredmény | Ellenfél Eredmény | Helyezés |
| ----------------------- | ----------- | -------------------------- | ------------------------------ | ----------------- | ----------------- | ----------------- | ----------------- | ----------------- | ----------------- | -------- |
| Theódorosz Tunuszídisz  | 96 kg       |                            | Ramaz Nozadze (GEO) · 1-1, 2-2 | kiesett           | kiesett           |                   |                   |                   |                   | 17.      |
| Panajótisz Papadópulosz | 120 kg      | Liu Tö-li (CHN) · 0-3, 1-1 | kiesett                        | kiesett           | kiesett           |                   |                   |                   |                   | 18.      |

Szabadfogású
| Versenyző            | Versenyszám | Selejtező         | Nyolcaddöntő                      | Negyeddöntő                     | Elődöntő          | Vigaszág első kör | Vigaszág elődöntő                       | Bronz- mérkőzés   | Döntő             | Helyezés |
| Versenyző            | Versenyszám | Ellenfél Eredmény | Ellenfél Eredmény                 | Ellenfél Eredmény               | Ellenfél Eredmény | Ellenfél Eredmény | Ellenfél Eredmény                       | Ellenfél Eredmény | Ellenfél Eredmény | Helyezés |
| -------------------- | ----------- | ----------------- | --------------------------------- | ------------------------------- | ----------------- | ----------------- | --------------------------------------- | ----------------- | ----------------- | -------- |
| Emzáriosz Betinídisz | 74 kg       |                   | Matt Gentry (CAN) · 0-1, 2-0, 2-0 | Soslan Tigiyev (UZB) · 0-1, 0-1 |                   |                   | Stefan Gheorghiţă (ROU) · 3-0, 0-1, 0-1 | kiesett           |                   | 9.       |

## Cselgáncs
Férfi
| Versenyző              | Versenyszám | Selejtező         | 32-es főtábla                      | Nyolcaddöntő                   | Negyeddöntő       | Elődöntő          | Vigaszág első kör             | Vigaszág negyeddöntő | Vigaszág elődöntő | Bronz- mérkőzés   | Döntő             | Helyezés |
| Versenyző              | Versenyszám | Ellenfél Eredmény | Ellenfél Eredmény                  | Ellenfél Eredmény              | Ellenfél Eredmény | Ellenfél Eredmény | Ellenfél Eredmény             | Ellenfél Eredmény    | Ellenfél Eredmény | Ellenfél Eredmény | Ellenfél Eredmény | Helyezés |
| ---------------------- | ----------- | ----------------- | ---------------------------------- | ------------------------------ | ----------------- | ----------------- | ----------------------------- | -------------------- | ----------------- | ----------------- | ----------------- | -------- |
| Lavréndisz Alexanídisz | Légsúly     |                   | Matthew D'Aquino (AUS) · 1000-0000 | Ruben Houkes (NED) · 0000-0001 |                   |                   | Frazer Will (CAN) · 0010-1001 | kiesett              | kiesett           | kiesett           |                   | 13.      |
| Ilíasz Iliádisz        | Középsúly   |                   | Mark Huizinga (NED) · 0001-1010    | kiesett                        | kiesett           | kiesett           |                               |                      |                   |                   |                   | 20.      |
| Tariél Zindirídisz     | Harmatsúly  |                   | Taylor Takata (USA) · 0000-0010    | kiesett                        | kiesett           | kiesett           |                               |                      |                   |                   |                   | 21.      |

## Evezés
Férfi
| Versenyző                              | Versenyszám              | Előfutam | Előfutam | Vigaszág/ Egypárevezősnél középdöntő | Vigaszág/ Egypárevezősnél középdöntő | Elődöntő | Elődöntő | Elődöntő | Döntő | Döntő   | Döntő | Helyezés |
| Versenyző                              | Versenyszám              | Idő      | Hely.    | Idő                                  | Hely.                                | Típus    | Idő      | Hely.    | Típus | Idő     | Hely. | Helyezés |
| -------------------------------------- | ------------------------ | -------- | -------- | ------------------------------------ | ------------------------------------ | -------- | -------- | -------- | ----- | ------- | ----- | -------- |
| Joánisz Hrísztu                        | Egypárevezős             | 7:29,86  | 3.       | 6:58,28                              | 3.                                   | A/B      | 7:06,02  | 4.       | B     | 7:17,74 | 4.    | 10.      |
| Dimítrisz Mújosz Vaszíliosz Polímerosz | Könnyűsúlyú kétpárevezős | 6:16,10  | 2.       |                                      |                                      | A/B      | 6:24,61  | 1.       | A     | 6:11,72 | 2.    |          |

Női
| Versenyző                        | Versenyszám              | Előfutam | Előfutam | Vigaszág | Vigaszág | Elődöntő | Elődöntő | Elődöntő | Döntő | Döntő   | Döntő | Helyezés |
| Versenyző                        | Versenyszám              | Idő      | Hely.    | Idő      | Hely.    | Típus    | Idő      | Hely.    | Típus | Idő     | Hely. | Helyezés |
| -------------------------------- | ------------------------ | -------- | -------- | -------- | -------- | -------- | -------- | -------- | ----- | ------- | ----- | -------- |
| Hrísza Biszkidzí Alexándra Ciávu | Könnyűsúlyú kétpárevezős | 7:05,95  | 5.       | 7:24,55  | 2.       | A/B      | 7:11,99  | 3.       | A     | 7:04,61 | 6.    | 6.       |

## Íjászat
Női
| Versenyző        | Versenyszám | Selejtező | Selejtező | 64-es főtábla                             | 32-es főtábla                                      | Nyolcaddöntő                       | Negyeddöntő       | Elődöntő          | Döntő             | Helyezés |
| Versenyző        | Versenyszám | Pont      | Kiemelt   | Ellenfél Eredmény                         | Ellenfél Eredmény                                  | Ellenfél Eredmény                  | Ellenfél Eredmény | Ellenfél Eredmény | Ellenfél Eredmény | Helyezés |
| ---------------- | ----------- | --------- | --------- | ----------------------------------------- | -------------------------------------------------- | ---------------------------------- | ----------------- | ----------------- | ----------------- | -------- |
| Evangelía Pszára | Egyéni      | 613       | 50.       | Csen Ling (CHN) (15.) · 101-110           | kiesett                                            | kiesett                            | kiesett           | kiesett           | kiesett           | 48.**    |
| Elpída Romandzí  | Egyéni      | 614       | 49.       | Zekiye Keskin Şatır (TUR) (16.) · 105-103 | Krisztine Eszebua (GEO) (17.) · 102 (+10)-102 (+9) | Pak Szonghjon (KOR) (1.) · 103-115 | kiesett           | kiesett           | kiesett           | 11.*     |

* - egy másik versenyzővel azonos eredményt ért el

** - öt másik versenyzővel azonos eredményt ért el

## Kajak-kenu

### Síkvízi
Férfi
| Versenyző              | Versenyszám       | Előfutam | Előfutam | Előfutam | Elődöntő | Elődöntő | Elődöntő | Döntő   | Döntő    |
| Versenyző              | Versenyszám       | Idő      | Hely.    | Össz.    | Idő      | Hely.    | Össz.    | Idő     | Helyezés |
| ---------------------- | ----------------- | -------- | -------- | -------- | -------- | -------- | -------- | ------- | -------- |
| Andréasz Kilingarídisz | Kenu egyes 500 m  | 1:54,541 | 5.       | 15.      | 1:56,310 | 5.       | 12.      | kiesett | kiesett  |
| Andréasz Kilingarídisz | Kenu egyes 1000 m | 4:18,488 | 5.       | 17.      | 4:04,627 | 5.       | 11.      | kiesett | kiesett  |

### Szlalom
Férfi
| Versenyző           | Versenyszám | Selejtező | Selejtező | Selejtező | Selejtező | Selejtező  | Selejtező  | Elődöntő | Elődöntő | Döntő | Döntő | Összesítés | Összesítés |
| Versenyző           | Versenyszám | 1. futam  | 1. futam  | 2. futam  | 2. futam  | Összesítés | Összesítés | Elődöntő | Elődöntő | Döntő | Döntő | Összesítés | Összesítés |
| Versenyző           | Versenyszám | Pont      | Hely.     | Pont      | Hely.     | Pont       | Hely.      | Pont     | Hely.    | Pont  | Hely. | Pont       | Helyezés   |
| ------------------- | ----------- | --------- | --------- | --------- | --------- | ---------- | ---------- | -------- | -------- | ----- | ----- | ---------- | ---------- |
| Hrísztosz Cakmákisz | Kenu egyes  | 91,53     | 10.       | 86,01     | 5.        | 177,54     | 8.         | 92,18    | 6.       | 94,49 | 7.    | 186,67     | 7.         |

Női
| Versenyző      | Versenyszám | Selejtező | Selejtező | Selejtező | Selejtező | Selejtező  | Selejtező  | Elődöntő | Elődöntő | Döntő   | Döntő   | Összesítés | Összesítés |
| Versenyző      | Versenyszám | 1. futam  | 1. futam  | 2. futam  | 2. futam  | Összesítés | Összesítés | Elődöntő | Elődöntő | Döntő   | Döntő   | Összesítés | Összesítés |
| Versenyző      | Versenyszám | Pont      | Hely.     | Pont      | Hely.     | Pont       | Hely.      | Pont     | Hely.    | Pont    | Hely.   | Pont       | Helyezés   |
| -------------- | ----------- | --------- | --------- | --------- | --------- | ---------- | ---------- | -------- | -------- | ------- | ------- | ---------- | ---------- |
| María Ferekídi | Kajak egyes | 108,37    | 13.       | 113,60    | 19.       | 221,97     | 12.        | 118,99   | 11.      | kiesett | kiesett | kiesett    | kiesett    |

## Kerékpározás

### Pálya-kerékpározás
Sprintversenyek
| Versenyző                                                         | Versenyszám         | Selejtező | Selejtező | 1. forduló           | Vigaszág               | Vigaszág | 2. forduló           | Vigaszág               | Vigaszág | 9–12. helyért          | 9–12. helyért | 5–8. helyért           | 5–8. helyért | Elődöntő             | Döntő                | Helyezés |
| Versenyző                                                         | Versenyszám         | Idő       | Hely.     | Ellenfél Győztes idő | Ellenfelek Győztes idő | Hely.    | Ellenfél Győztes idő | Ellenfelek Győztes idő | Hely.    | Ellenfelek Győztes idő | Hely.         | Ellenfelek Győztes idő | Hely.        | Ellenfél Győztes idő | Ellenfél Győztes idő | Helyezés |
| ----------------------------------------------------------------- | ------------------- | --------- | --------- | -------------------- | ---------------------- | -------- | -------------------- | ---------------------- | -------- | ---------------------- | ------------- | ---------------------- | ------------ | -------------------- | -------------------- | -------- |
| Vaszíliosz Répasz                                                 | Férfi egyéni sprint | 10,966    | 20.       | kiesett              | kiesett                | kiesett  | kiesett              | kiesett                | kiesett  | kiesett                | kiesett       | kiesett                | kiesett      | kiesett              | kiesett              | 20.      |
| Athanásziosz Mandzuránisz Vaszíliosz Répasz Panajótisz Vukelátosz | Férfi csapatsprint  | 45,645    | 10.       |                      |                        |          |                      |                        |          |                        |               |                        |              | kiesett              | kiesett              | 10.      |

Keirin
| Versenyző                 | Versenyszám  | 1. forduló | Vigaszág | 2. forduló | Döntő    | Helyezés |
| Versenyző                 | Versenyszám  | Helyezés   | Helyezés | Helyezés   | Helyezés | Helyezés |
| ------------------------- | ------------ | ---------- | -------- | ---------- | -------- | -------- |
| Athanásziosz Mandzuránisz | Férfi keirin | 5.         | 3.       | kiesett    | kiesett  | 17.      |
| Hrísztosz Volikákisz      | Férfi keirin | 5.         | 2.       | kiesett    | kiesett  | 13.      |

## Kosárlabda

### Férfi

#### Eredmények
Csoportkör
B csoport
| Csapat                 | M | Gy | V | P+  | P–  | Pk   |
| ---------------------- | - | -- | - | --- | --- | ---- |
| Egyesült Államok (USA) | 5 | 5  | 0 | 514 | 354 | +160 |
| Spanyolország (ESP)    | 5 | 4  | 1 | 418 | 368 | +50  |
| Görögország (GRE)      | 5 | 3  | 2 | 415 | 375 | +40  |
| Kína (CHN)             | 5 | 2  | 3 | 366 | 400 | –34  |
| Németország (GER)      | 5 | 1  | 4 | 330 | 390 | –60  |
| Angola (ANG)           | 5 | 0  | 5 | 321 | 477 | –156 |

| 2008. augusztus 10. 14:30 | Spanyolország (ESP)                      | 81–66     | Görögország (GRE) | Vukoszung Sportcsarnok, Peking Nézőszám: 11 083 Játékvezetők: Reynaldo Mercedes (DOM) |
| 2008. augusztus 10. 14:30 | (20–16, 15–13, 27–17, 19–20) Jegyzőkönyv |           |                   | Vukoszung Sportcsarnok, Peking Nézőszám: 11 083 Játékvezetők: Reynaldo Mercedes (DOM) |
| 2008. augusztus 10. 14:30 | Fernández 16                             | Pont      | Szpanúlisz 15     | Vukoszung Sportcsarnok, Peking Nézőszám: 11 083 Játékvezetők: Reynaldo Mercedes (DOM) |
| 2008. augusztus 10. 14:30 | P. Gasol 7                               | Lepattanó | Carcarísz 8       | Vukoszung Sportcsarnok, Peking Nézőszám: 11 083 Játékvezetők: Reynaldo Mercedes (DOM) |
| 2008. augusztus 10. 14:30 | Navarro, Rodríguez 2                     | Gólpassz  | Diamandídisz 3    | Vukoszung Sportcsarnok, Peking Nézőszám: 11 083 Játékvezetők: Reynaldo Mercedes (DOM) |

| 2008. augusztus 12. 14:30 | Görögország (GRE)                        | 87–64     | Németország (GER) | Vukoszung Sportcsarnok, Peking Nézőszám: 11 083 Játékvezetők: Carl Jungebrand (FIN) |
| 2008. augusztus 12. 14:30 | (21–23, 23–10, 25–15, 18–16) Jegyzőkönyv |           |                   | Vukoszung Sportcsarnok, Peking Nézőszám: 11 083 Játékvezetők: Carl Jungebrand (FIN) |
| 2008. augusztus 12. 14:30 | Szpanúlisz 23                            | Pont      | Nowitzki 13       | Vukoszung Sportcsarnok, Peking Nézőszám: 11 083 Játékvezetők: Carl Jungebrand (FIN) |
| 2008. augusztus 12. 14:30 | Burúszisz 8                              | Lepattanó | Nowitzki 6        | Vukoszung Sportcsarnok, Peking Nézőszám: 11 083 Játékvezetők: Carl Jungebrand (FIN) |
| 2008. augusztus 12. 14:30 | Szpanúlisz 5                             | Gólpassz  | Greene 2          | Vukoszung Sportcsarnok, Peking Nézőszám: 11 083 Játékvezetők: Carl Jungebrand (FIN) |

| 2008. augusztus 14. 20:00 | Egyesült Államok (USA)                   | 92–69     | Görögország (GRE)    | Vukoszung Sportcsarnok, Peking Nézőszám: 11 083 Játékvezetők: Romualdas Brazauskas (LTU) |
| 2008. augusztus 14. 20:00 | (20–16, 31–16, 23–22, 18–15) Jegyzőkönyv |           |                      | Vukoszung Sportcsarnok, Peking Nézőszám: 11 083 Játékvezetők: Romualdas Brazauskas (LTU) |
| 2008. augusztus 14. 20:00 | Bryant, Bosh 18                          | Pont      | Papalukász 15        | Vukoszung Sportcsarnok, Peking Nézőszám: 11 083 Játékvezetők: Romualdas Brazauskas (LTU) |
| 2008. augusztus 14. 20:00 | James, Howard, Anthony 6                 | Lepattanó | Focísz, Papalukász 8 | Vukoszung Sportcsarnok, Peking Nézőszám: 11 083 Játékvezetők: Romualdas Brazauskas (LTU) |
| 2008. augusztus 14. 20:00 | James 6                                  | Gólpassz  | Diamandídisz 3       | Vukoszung Sportcsarnok, Peking Nézőszám: 11 083 Játékvezetők: Romualdas Brazauskas (LTU) |

| 2008. augusztus 16. 09:00 | Görögország (GRE)                        | 102–61    | Angola (ANG) | Vukoszung Sportcsarnok, Peking Nézőszám: 11 083 Játékvezetők: José Carrión (PUR) |
| 2008. augusztus 16. 09:00 | (12–11, 31–17, 38–14, 21–19) Jegyzőkönyv |           |              | Vukoszung Sportcsarnok, Peking Nézőszám: 11 083 Játékvezetők: José Carrión (PUR) |
| 2008. augusztus 16. 09:00 | Burúszisz 22                             | Pont      | Mingas 25    | Vukoszung Sportcsarnok, Peking Nézőszám: 11 083 Játékvezetők: José Carrión (PUR) |
| 2008. augusztus 16. 09:00 | Gliniadákisz, Focísz 7                   | Lepattanó | Geronimo 7   | Vukoszung Sportcsarnok, Peking Nézőszám: 11 083 Játékvezetők: José Carrión (PUR) |
| 2008. augusztus 16. 09:00 | Focísz 5                                 | Gólpassz  | Costa 4      | Vukoszung Sportcsarnok, Peking Nézőszám: 11 083 Játékvezetők: José Carrión (PUR) |

| 2008. augusztus 18. 14:30 | Görögország (GRE)                       | 91–77     | Kína (CHN)     | Vukoszung Sportcsarnok, Peking Nézőszám: 11 083 Játékvezetők: Cristiano Maranho (BRA) |
| 2008. augusztus 18. 14:30 | (27–15, 19–9, 23–30, 22–23) Jegyzőkönyv |           |                | Vukoszung Sportcsarnok, Peking Nézőszám: 11 083 Játékvezetők: Cristiano Maranho (BRA) |
| 2008. augusztus 18. 14:30 | Burúszisz, Szpanúlisz 19                | Pont      | Jao Ming 16    | Vukoszung Sportcsarnok, Peking Nézőszám: 11 083 Játékvezetők: Cristiano Maranho (BRA) |
| 2008. augusztus 18. 14:30 | Burúszisz 19                            | Lepattanó | Vang Cse-cse 8 | Vukoszung Sportcsarnok, Peking Nézőszám: 11 083 Játékvezetők: Cristiano Maranho (BRA) |
| 2008. augusztus 18. 14:30 | Papalukász, Szpanúlisz 5                | Gólpassz  | Szun Jüe 6     | Vukoszung Sportcsarnok, Peking Nézőszám: 11 083 Játékvezetők: Cristiano Maranho (BRA) |

Negyeddöntő
| 2008. augusztus 20. 22:15 | Argentína (ARG)                          | 80–78     | Görögország (GRE) | Vukoszung Sportcsarnok, Peking Nézőszám: 11 083 Játékvezetők: Romualdas Brazauskas (LTU) |
| 2008. augusztus 20. 22:15 | (22–23, 17–17, 17–15, 24–23) Jegyzőkönyv |           |                   | Vukoszung Sportcsarnok, Peking Nézőszám: 11 083 Játékvezetők: Romualdas Brazauskas (LTU) |
| 2008. augusztus 20. 22:15 | Ginóbili 24                              | Pont      | Focísz 17         | Vukoszung Sportcsarnok, Peking Nézőszám: 11 083 Játékvezetők: Romualdas Brazauskas (LTU) |
| 2008. augusztus 20. 22:15 | Scola 8                                  | Lepattanó | Focísz 10         | Vukoszung Sportcsarnok, Peking Nézőszám: 11 083 Játékvezetők: Romualdas Brazauskas (LTU) |
| 2008. augusztus 20. 22:15 | Prigioni 3                               | Gólpassz  | Papalukász 4      | Vukoszung Sportcsarnok, Peking Nézőszám: 11 083 Játékvezetők: Romualdas Brazauskas (LTU) |

| Csapat            | Helyezés |
| ----------------- | -------- |
| Görögország (GRE) | 5.       |

## Műugrás
Női
| Versenyző                    | Versenyszám        | Selejtező | Selejtező | Elődöntő | Elődöntő | Döntő   | Döntő    |
| Versenyző                    | Versenyszám        | Pont      | Helyezés  | Pont     | Helyezés | Pont    | Helyezés |
| ---------------------------- | ------------------ | --------- | --------- | -------- | -------- | ------- | -------- |
| Eftihía Papá-Papavaszilópulu | Egyéni toronyugrás | 252,00    | 26.       | kiesett  | kiesett  | kiesett | kiesett  |

## Ökölvívás
| Versenyző        | Versenyszám | Selejtező                       | Nyolcaddöntő                | Negyeddöntő              | Elődöntő          | Döntő             | Helyezés |
| Versenyző        | Versenyszám | Ellenfél Eredmény               | Ellenfél Eredmény           | Ellenfél Eredmény        | Ellenfél Eredmény | Ellenfél Eredmény | Helyezés |
| ---------------- | ----------- | ------------------------------- | --------------------------- | ------------------------ | ----------------- | ----------------- | -------- |
| Jórgosz Gazísz   | Középsúly   | Herry Saliku Biembe (COD) · 7-2 | Carlos Góngora (ECU) · 1-12 | kiesett                  | kiesett           | kiesett           | 9.       |
| Ilíasz Pavlídisz | Nehézsúly   |                                 | Milorad Gajović (MNE) · 7-3 | Osmay Acosta (CUB) · 4-7 | kiesett           | kiesett           | 5.       |

## Röplabda

### Strandröplabda

#### Női
| Versenyző                                | Csoportkör | Csoportkör | 16 közé jutásért  | Nyolcaddöntő                                                           | Negyeddöntő       | Elődöntő          | Döntő             | Helyezés |
| Versenyző                                | Ellenfél Eredmény | Hely.      | Ellenfél Eredmény | Ellenfél Eredmény                                                      | Ellenfél Eredmény | Ellenfél Eredmény | Ellenfél Eredmény | Helyezés |
| ---------------------------------------- | --- | ---------- | ----------------- | ---------------------------------------------------------------------- | ----------------- | ----------------- | ----------------- | -------- |
| Efthália Kutrumanídu María Ciarcíani     | D csoport · Kína (CHN) · Hszüe Csen · Csang Hszi · 18-21, 21-19, 12-15 · Dél-afrikai Köztársaság (RSA) · Judith Augoustides · Vitalina Nel · 21-12, 21-8 · Németország (GER) · Sara Goller · Laura Ludwig · 22-24, 12-21       | 3.         |                   | Ausztrália (AUS) · Natalie Cook · Tamsin Barnett · 20-22, 21-19, 12-15 | kiesett           | kiesett           | kiesett           | 9.       |
| Vaszilikí Karandásziu Vaszilikí Arvaníti | F csoport · Ausztria (AUT) · Stefanie Schwaiger · Doris Schwaiger · 18-21, 18-21 · Mexikó (MEX) · Bibiana Candelas · Mayra Aide García · 17-21, 21-16, 12-15 · Brazília (BRA) · Talita Antunes · Renata Ribeiro · 20-22, 19-21 | 4.         | kiesett           | kiesett                                                                | kiesett           | kiesett           | kiesett           | 19.      |

## Sportlövészet
Férfi
| Versenyző              | Versenyszám | Selejtező | Selejtező | Döntő   | Döntő    |
| Versenyző              | Versenyszám | Pont      | Helyezés  | Pont    | Helyezés |
| ---------------------- | ----------- | --------- | --------- | ------- | -------- |
| Jórgosz Szalavantákisz | Skeet       | 109       | 33.       | kiesett | kiesett  |

## Súlyemelés
Férfi
| Versenyző                 | Versenyszám | Szakítás | Szakítás | Lökés    | Lökés    | Összesen | Helyezés |
| Versenyző                 | Versenyszám | Eredmény | Helyezés | Eredmény | Helyezés | Összesen | Helyezés |
| ------------------------- | ----------- | -------- | -------- | -------- | -------- | -------- | -------- |
| Konsztandínosz Garípisz   | 94 kg       | 160,0    | 16.      | 200,0    | 13.*     | 360,0    | 14.      |
| Anasztásziosz Triandafílu | 94 kg       | 155,0    | 17.      | 196,0    | 15.      | 351,0    | 15.      |
| Nikólaosz Kurtídisz       | 105 kg      | 176,0    | 13.      | 221,0    | 9.*      | 397,0    | 9.       |

Női
| Versenyző        | Versenyszám | Szakítás | Szakítás | Lökés    | Lökés    | Összesen | Helyezés |
| Versenyző        | Versenyszám | Eredmény | Helyezés | Eredmény | Helyezés | Összesen | Helyezés |
| ---------------- | ----------- | -------- | -------- | -------- | -------- | -------- | -------- |
| Viktoría Mavrídu | +75 kg      | 105,0    | 9.*      | 126,0    | 10.      | 231,0    | 9.       |

* - egy másik versenyzővel azonos eredményt ért el

## Szinkronúszás
| Versenyző                           | Versenyszám | Technikai gyakorlat | Technikai gyakorlat | Selejtező        | Selejtező        | Selejtező  | Selejtező  | Döntő            | Döntő            | Döntő      | Döntő      | Helyezés |
| Versenyző                           | Versenyszám | Technikai gyakorlat | Technikai gyakorlat | Szabad gyakorlat | Szabad gyakorlat | Összesítés | Összesítés | Szabad gyakorlat | Szabad gyakorlat | Összesítés | Összesítés | Helyezés |
| Versenyző                           | Versenyszám | Pont                | Hely.               | Pont             | Hely.            | Pont       | Hely.      | Pont             | Hely.            | Pont       | Hely.      | Helyezés |
| ----------------------------------- | ----------- | ------------------- | ------------------- | ---------------- | ---------------- | ---------- | ---------- | ---------------- | ---------------- | ---------- | ---------- | -------- |
| Evanthía Makrijáni Dészpina Szolomú | Páros       | 45,834              | 9.                  | 45,584           | 10.              | 91,498     | 9.*        | 45,667           | 10.              | 91,501     | 10.        | 10.      |

* - egy másik párossal azonos eredményt értek el

## Taekwondo
Férfi
| Versenyző               | Versenyszám | Nyolcaddöntő                | Negyeddöntő                       | Elődöntő                       | Vigaszág elődöntő | Bronz- mérkőzés   | Döntő                    | Helyezés |
| Versenyző               | Versenyszám | Ellenfél Eredmény           | Ellenfél Eredmény                 | Ellenfél Eredmény              | Ellenfél Eredmény | Ellenfél Eredmény | Ellenfél Eredmény        | Helyezés |
| ----------------------- | ----------- | --------------------------- | --------------------------------- | ------------------------------ | ----------------- | ----------------- | ------------------------ | -------- |
| Aléxandrosz Nikolaídisz | Nehézsúly   | Arman Csilmanov (KAZ) · 4-3 | Abd el-Káder ez-Zrúri (MAR) · 5-4 | Chika Chukwumerije (NGR) · 3-2 |                   |                   | Csha Dongmin (KOR) · 4-5 |          |

Női
| Versenyző      | Versenyszám | Nyolcaddöntő                  | Negyeddöntő       | Elődöntő          | Vigaszág elődöntő | Bronz- mérkőzés   | Döntő             | Helyezés |
| Versenyző      | Versenyszám | Ellenfél Eredmény             | Ellenfél Eredmény | Ellenfél Eredmény | Ellenfél Eredmény | Ellenfél Eredmény | Ellenfél Eredmény | Helyezés |
| -------------- | ----------- | ----------------------------- | ----------------- | ----------------- | ----------------- | ----------------- | ----------------- | -------- |
| Eli Misztakídu | Váltósúly   | Asunción Ocasio (PUR) · 0-1   | kiesett           | kiesett           |                   |                   |                   | 11.      |
| Kiriakí Kúvari | Nehézsúly   | Natália Falavigna (BRA) · 1-3 | kiesett           | kiesett           |                   |                   |                   | 11.      |

## Tenisz
Női
| Versenyző                      | Versenyszám | 64-es főtábla                     | 32-es főtábla                                                  | Nyolcaddöntő      | Negyeddöntő       | Elődöntő          | Bronz- mérkőzés   | Döntő             | Helyezés |
| Versenyző                      | Versenyszám | Ellenfél Eredmény                 | Ellenfél Eredmény                                              | Ellenfél Eredmény | Ellenfél Eredmény | Ellenfél Eredmény | Ellenfél Eredmény | Ellenfél Eredmény | Helyezés |
| ------------------------------ | ----------- | --------------------------------- | -------------------------------------------------------------- | ----------------- | ----------------- | ----------------- | ----------------- | ----------------- | -------- |
| Eléni Danjilídu                | Egyes       | Virginie Razzano (FRA) · 3-6, 3-6 | kiesett                                                        | kiesett           | kiesett           | kiesett           | kiesett           | kiesett           | 33.      |
| Eléni Danjilídu Anna Geraszímu | Páros       |                                   | Svájc (SUI) · Emmanuelle Gagliardi · Patty Schnyder · 0-6, 4-6 | kiesett           | kiesett           | kiesett           | kiesett           | kiesett           | 17.      |

## Torna
Férfi
| Versenyző       | Versenyszám      | Selejtező | Selejtező | Döntő    | Döntő    |
| Versenyző       | Versenyszám      | Pontszám  | Helyezés  | Pontszám | Helyezés |
| --------------- | ---------------- | --------- | --------- | -------- | -------- |
| Vlászisz Márasz | Ugrás            | 15,987    | 11.       | kiesett  | kiesett  |
| Vlászisz Márasz | Nyújtó           | 13,975    | 60.       | kiesett  | kiesett  |
| Vlászisz Márasz | Egyéni összetett | 29,900    | 88.       | kiesett  | kiesett  |

Női
| Versenyző         | Versenyszám      | Selejtező | Selejtező | Döntő    | Döntő    |
| Versenyző         | Versenyszám      | Pontszám  | Helyezés  | Pontszám | Helyezés |
| ----------------- | ---------------- | --------- | --------- | -------- | -------- |
| Sztefaní Biszbíku | Talaj            | 13,575    | 67.       | kiesett  | kiesett  |
| Sztefaní Biszbíku | Ugrás            | 14,225    |           | kiesett  | kiesett  |
| Sztefaní Biszbíku | Felemás korlát   | 14,350    | 47.       | kiesett  | kiesett  |
| Sztefaní Biszbíku | Gerenda          | 14,475    | 41.       | kiesett  | kiesett  |
| Sztefaní Biszbíku | Egyéni összetett | 56,625    | 39.       | kiesett  | kiesett  |

### Ritmikus gimnasztika
| Versenyző      | Versenyszám | Selejtező | Selejtező | Selejtező | Selejtező | Selejtező | Selejtező | Selejtező | Selejtező | Selejtező | Selejtező | Döntő   | Döntő   | Döntő   | Döntő   | Döntő    | Döntő    | Döntő   | Döntő   | Döntő    | Döntő    | Helyezés |
| Versenyző      | Versenyszám | Kötél     | Kötél     | Karika    | Karika    | Buzogány  | Buzogány  | Szalag    | Szalag    | Összesen  | Összesen  | Kötél   | Kötél   | Karika  | Karika  | Buzogány | Buzogány | Szalag  | Szalag  | Összesen | Összesen | Helyezés |
| Versenyző      | Versenyszám | Pont      | Hely.     | Pont      | Hely.     | Pont      | Hely.     | Pont      | Hely.     | Pont      | Hely.     | Pont    | Hely.   | Pont    | Hely.   | Pont     | Hely.    | Pont    | Hely.   | Pont     | Hely.    | Helyezés |
| -------------- | ----------- | --------- | --------- | --------- | --------- | --------- | --------- | --------- | --------- | --------- | --------- | ------- | ------- | ------- | ------- | -------- | -------- | ------- | ------- | -------- | -------- | -------- |
| Eléni Andrióla | Egyéni      | 15,450    | 21.       | 14,750    | 22.       | 14,100    | 22.       | 15,400    | 19.       | 59,700    | 21.       | kiesett | kiesett | kiesett | kiesett | kiesett  | kiesett  | kiesett | kiesett | kiesett  | kiesett  | 21.      |

| Versenyző                                                                                              | Versenyszám | Selejtező | Selejtező | Selejtező              | Selejtező              | Selejtező | Selejtező | Döntő   | Döntő   | Döntő                  | Döntő                  | Döntő    | Döntő    | Helyezés |
| Versenyző                                                                                              | Versenyszám | 5 kötél   | 5 kötél   | 3 karika és 2 buzogány | 3 karika és 2 buzogány | Összesen  | Összesen  | 5 kötél | 5 kötél | 3 karika és 2 buzogány | 3 karika és 2 buzogány | Összesen | Összesen | Helyezés |
| Versenyző                                                                                              | Versenyszám | Pont      | Hely.     | Pont                   | Hely.                  | Pont      | Hely.     | Pont    | Hely.   | Pont                   | Hely.                  | Pont     | Hely.    | Helyezés |
| --- | ----------- | --------- | --------- | ---------------------- | ---------------------- | --------- | --------- | ------- | ------- | ---------------------- | ---------------------- | -------- | -------- | -------- |
| Dímitra Kafalídu Vaszilikí Maniú Olga-Afrodíti Piláki Paraszkeví Plexída Joána Szamará Nikoléta Cágari | Csapat      | 15,400    | 10.       | 15,600                 | 9.                     | 31,000    | 9.        | kiesett | kiesett | kiesett                | kiesett                | kiesett  | kiesett  | 9.       |

## Triatlon
| Versenyző           | Versenyszám | 1,5 km úszás | 1,5 km úszás | 40 km kerékpározás | 40 km kerékpározás | 10 km futás      | 10 km futás      | Összesítés    | Összesítés    |
| Versenyző           | Versenyszám | Idő          | Hely.        | Idő                | Hely.              | Idő              | Hely.            | Idő           | Helyezés      |
| ------------------- | ----------- | ------------ | ------------ | ------------------ | ------------------ | ---------------- | ---------------- | ------------- | ------------- |
| Deníz-Marína Dimáki | Női         | 21:36        | 55.          | nem teljesítette   | nem teljesítette   | nem teljesítette | nem teljesítette | nem ért célba | nem ért célba |

## Úszás
Férfi
| Versenyző                                                                 | Versenyszám          | Előfutam | Előfutam | Előfutam | Elődöntő | Elődöntő | Elődöntő | Döntő     | Döntő    |
| Versenyző                                                                 | Versenyszám          | Idő      | Hely.    | Össz.    | Idő      | Hely.    | Össz.    | Idő       | Helyezés |
| ------------------------------------------------------------------------- | -------------------- | -------- | -------- | -------- | -------- | -------- | -------- | --------- | -------- |
| Romanósz Alifandísz                                                       | 100 m mell           | 1:03,39  | 8.       | 50.      | kiesett  | kiesett  | kiesett  | kiesett   | kiesett  |
| Romanósz Alifandísz                                                       | 200 m mell           | 2:16,04  | 5.       | 41.      | kiesett  | kiesett  | kiesett  | kiesett   | kiesett  |
| Romanósz Alifandísz                                                       | 200 m pillangó       | 1:57,99  | 8.       | 27.      | kiesett  | kiesett  | kiesett  | kiesett   | kiesett  |
| Romanósz Alifandísz                                                       | 400 m vegyes         | 4:23,41  | 8.       | 25.      |          |          |          | kiesett   | kiesett  |
| Vaszíliosz Demétisz                                                       | 400 m vegyes         | 4:18,40  | 8.       | 18.      |          |          |          | kiesett   | kiesett  |
| Dimítrisz Hasziótisz                                                      | 200 m hát            | 2:02,30  | 8.       | 35.      | kiesett  | kiesett  | kiesett  | kiesett   | kiesett  |
| Szpirídon Janiótisz                                                       | 400 m gyors          | 3:49,34  | 3.       | 24.      |          |          |          | kiesett   | kiesett  |
| Szpirídon Janiótisz                                                       | 1500 m gyors         | 14:53,32 | 5.       | 12.      |          |          |          | kiesett   | kiesett  |
| Szpirídon Janiótisz                                                       | 10 km nyílt vízi     |          |          |          |          |          |          | 1:52:20,4 | 16.      |
| Arisztídisz Grigoriádisz                                                  | 100 m gyors          | 50,62    | 6.       | 48.      | kiesett  | kiesett  | kiesett  | kiesett   | kiesett  |
| Arisztídisz Grigoriádisz                                                  | 100 m hát            | 54,71    | 5.       | 17.      | kiesett  | kiesett  | kiesett  | kiesett   | kiesett  |
| Ioannis Kokkodis                                                          | 200 m vegyes         | 2:01,22  | 3.       | 23.      | kiesett  | kiesett  | kiesett  | kiesett   | kiesett  |
| Szotíriosz Pásztrasz                                                      | 100 m pillangó       | 52,41    | 2.       | 25.      | kiesett  | kiesett  | kiesett  | kiesett   | kiesett  |
| Apósztolosz Cangarákisz                                                   | 50 m gyors           | 22,39    | 2.       | 26.      | kiesett  | kiesett  | kiesett  | kiesett   | kiesett  |
| Andréasz Zíszimosz                                                        | 200 m gyors          | 1:48,82  | 6.       | 29.      | kiesett  | kiesett  | kiesett  | kiesett   | kiesett  |
| Andréasz Zíszimosz Nikólaosz Xilúrisz Jánisz Janúlisz Vaszíliosz Demétisz | 4 × 200 m gyorsváltó | 7:18,26  | 8.       | 15.      |          |          |          | kiesett   | kiesett  |

Női
| Versenyző                     | Versenyszám      | Előfutam | Előfutam | Előfutam | Elődöntő | Elődöntő | Elődöntő | Döntő     | Döntő    |
| Versenyző                     | Versenyszám      | Idő      | Hely.    | Össz.    | Idő      | Hely.    | Össz.    | Idő       | Helyezés |
| ----------------------------- | ---------------- | -------- | -------- | -------- | -------- | -------- | -------- | --------- | -------- |
| Sztéla Búmi                   | 200 m hát        | 2:14,73  | 5.       | 29.      | kiesett  | kiesett  | kiesett  | kiesett   | kiesett  |
| Elefthería Evjenía Efsztathíu | 400 m gyors      | 4:15,78  | 4.       | 27.      |          |          |          | kiesett   | kiesett  |
| Elefthería Evjenía Efsztathíu | 800 m gyors      | 8:41,65  | 8.       | 28.      |          |          |          | kiesett   | kiesett  |
| Elefthería Evjenía Efsztathíu | 200 m pillangó   | 2:13,27  | 1.       | 30.      | kiesett  | kiesett  | kiesett  | kiesett   | kiesett  |
| Angelikí Exárhu               | 100 m mell       | 1:10,47  | 6.       | 30.      | kiesett  | kiesett  | kiesett  | kiesett   | kiesett  |
| Angelikí Exárhu               | 200 m mell       | 2:36,83  | 8.       | 38.      | kiesett  | kiesett  | kiesett  | kiesett   | kiesett  |
| Iríni Kavarnú                 | 100 m pillangó   | 1:00,74  | 7.       | 41.      | kiesett  | kiesett  | kiesett  | kiesett   | kiesett  |
| Eléni Kosztí                  | 100 m gyors      | 56,44    | 7.       | 37.      | kiesett  | kiesett  | kiesett  | kiesett   | kiesett  |
| Eléni Kosztí                  | 200 m gyors      | 2:04,55  | 8.       | 44.      | kiesett  | kiesett  | kiesett  | kiesett   | kiesett  |
| Mariána Libertá               | 10 km nyílt vízi |          |          |          |          |          |          | 1:59:42,3 | 11.      |
| Mártha Mátsza                 | 50 m gyors       | 25,68    | 7.       | 33.      | kiesett  | kiesett  | kiesett  | kiesett   | kiesett  |

## Vitorlázás
Férfi
| Versenyző                                     | Versenyszám     | Futam | Futam | Futam | Futam | Futam | Futam | Futam | Futam | Futam | Futam | Futam | Pontszám | Helyezés |
| Versenyző                                     | Versenyszám     | 1     | 2     | 3     | 4     | 5     | 6     | 7     | 8     | 9     | 10    | É     | Pontszám | Helyezés |
| --------------------------------------------- | --------------- | ----- | ----- | ----- | ----- | ----- | ----- | ----- | ----- | ----- | ----- | ----- | -------- | -------- |
| Nikólaosz Kaklamanákisz                       | Szörfvitorlázás | 10    | 2     | 12    | 11    | 8     | 10    | 5     | 15    | 10    | 7     | 22    | 97       | 8.       |
| Evángelosz Himónasz                           | Laser           | 22    | 21    | 9     | 11    | 44    | 44    | 9     | 6     | 8     |       | -     | 130      | 15.      |
| Andréasz Koszmatópulosz Andréasz Papadópulosz | 470-es osztály  | 5     | 26    | 11    | 8     | 5     | 5     | 18    | 3     | 20    | 29    | -     | 101      | 12.      |

Női
| Versenyző                                             | Versenyszám     | Futam | Futam | Futam | Futam | Futam | Futam | Futam | Futam | Futam | Futam | Futam | Pontszám | Helyezés |
| Versenyző                                             | Versenyszám     | 1     | 2     | 3     | 4     | 5     | 6     | 7     | 8     | 9     | 10    | É     | Pontszám | Helyezés |
| ----------------------------------------------------- | --------------- | ----- | ----- | ----- | ----- | ----- | ----- | ----- | ----- | ----- | ----- | ----- | -------- | -------- |
| Andonía-Athina Frái                                   | Szörfvitorlázás | 15    | 15    | 16    | 10    | 19    | 5     | 11    | 9     | 15    | 11    | -     | 107      | 15.      |
| Eftihia Mandzaráki                                    | Laser radial    | 14    | 18    | 14    | 18    | 16    | 8     | 5     | 22    | 24    |       | -     | 115      | 18.      |
| Szofía Bekatóru Virginía Kravarióti Szofía Papadopúlu | Yngling         | 10    | 12    | 9     | 3     | 2     | 16    | 3     | 3     |       |       | 6     | 48       |          |

Nyílt
| Versenyző                                        | Versenyszám | Futam | Futam | Futam | Futam | Futam | Futam | Futam | Futam | Futam | Futam | Futam | Pontszám | Helyezés |
| Versenyző                                        | Versenyszám | 1     | 2     | 3     | 4     | 5     | 6     | 7     | 8     | 9     | 10    | É     | Pontszám | Helyezés |
| ------------------------------------------------ | ----------- | ----- | ----- | ----- | ----- | ----- | ----- | ----- | ----- | ----- | ----- | ----- | -------- | -------- |
| Emíliosz Papathanasziú                           | Finn dingi  | 1     | 27    | 5     | 27    | 18    | 15    | 27    | 8     |       |       | -     | 101      | 15.      |
| Jordánisz Paszhalídisz Konsztandínosz Tringónisz | Tornádó     | 2     | 5     | 12    | 7     | 2     | 12    | 4     | 10    | 6     | 13    |       | 82       | 10.      |

É - éremfutam

## Vízilabda

### Férfi
| Görög nemzeti férfi vízilabdacsapat-játékoskeret | Görög nemzeti férfi vízilabdacsapat-játékoskeret | Görög nemzeti férfi vízilabdacsapat-játékoskeret | Görög nemzeti férfi vízilabdacsapat-játékoskeret | Görög nemzeti férfi vízilabdacsapat-játékoskeret | Görög nemzeti férfi vízilabdacsapat-játékoskeret | Görög nemzeti férfi vízilabdacsapat-játékoskeret |
| #                                                | Név                                              | Poszt                                            | Magasság                                         | Súly                                             | Kor                                              | Klub                                             |
| ------------------------------------------------ | ------------------------------------------------ | ------------------------------------------------ | ------------------------------------------------ | ------------------------------------------------ | ------------------------------------------------ | ------------------------------------------------ |
| 1                                                | Nikólaosz Delijánisz                             | GK                                               | 1,90 m (6 ft 3 in)                               | 96 kg                                            | 1976. szeptember 3. (31 évesen)                  | Olympiacos (vízilabda)                           |
| 2                                                | Anasztásziosz Szhízasz                           | CB                                               | 1,91 m (6 ft 3 in)                               | 91 kg                                            | 1977. február 18. (31 évesen)                    | Olympiacos (vízilabda)                           |
| 3                                                | Dimítriosz Mázisz                                | D                                                | 1,84 m (6 ft 0 in)                               | 85 kg                                            | 1976. szeptember 5. (31 évesen)                  | Ethnikos Piraeus                                 |
| 4                                                | Konsztandínosz Kokinákisz                        | CB                                               | 1,93 m (6 ft 4 in)                               | 105 kg                                           | 1975. október 9. (32 évesen)                     | Ethnikos Piraeus                                 |
| 5                                                | Joánisz Thomákosz                                | D                                                | 1,85 m (6 ft 1 in)                               | 88 kg                                            | 1977. március 14. (31 évesen)                    | Panionios G.C.                                   |
| 6                                                | Argírisz Theodorópulosz                          | D                                                | 1,85 m (6 ft 1 in)                               | 90 kg                                            | 1981. január 13. (27 évesen)                     | Olympiacos (vízilabda)                           |
| 7                                                | Hrísztosz Afrudákisz                             | D                                                | 1,88 m (6 ft 2 in)                               | 88 kg                                            | 1984. május 23. (24 évesen)                      | Olympiacos (vízilabda)                           |
| 8                                                | Jórgosz Dószkasz                                 | D                                                | 1,86 m (6 ft 1 in)                               | 99 kg                                            | 1984. november 11. (23 évesen)                   | Olympiacos (vízilabda)                           |
| 9                                                | Jeórjiosz Afrudákisz                             | CF                                               | 1,94 m (6 ft 4 in)                               | 105 kg                                           | 1976. október 17. (31 évesen)                    | Olympiacos (vízilabda)                           |
| 10                                               | Dimítriosz Mitelúdisz                            | CB                                               | 1,86 m (6 ft 1 in)                               | 87 kg                                            | 1982. február 11. (26 évesen)                    | Vouliagmeni                                      |
| 11                                               | Andóniosz Vlondákisz                             | CF                                               | 1,88 m (6 ft 2 in)                               | 96 kg                                            | 1975. október 10. (32 évesen)                    | Ethnikos Piraeus                                 |
| 12                                               | Emanuíl Milonákisz                               | D                                                | 1,85 m (6 ft 1 in)                               | 74 kg                                            | 1985. április 9. (23 évesen)                     | Ethnikos Piraeus                                 |
| 13                                               | Jeórjiosz Répasz                                 | GK                                               | 1,89 m (6 ft 2 in)                               | 88 kg                                            | 1974. december 11. (33 évesen)                   | Panionios G.C.                                   |
| Vezetőedző:                                      |                                                  |                                                  |                                                  |                                                  |                                                  |                                                  |

- Kor: 2008. augusztus 10-i kora

#### Eredmények
Csoportkör
A csoport
| Csapat              | M | Gy | D | V | G+ | G– | Gk  | P |
| ------------------- | - | -- | - | - | -- | -- | --- | - |
| Magyarország (HUN)  | 5 | 4  | 1 | 0 | 60 | 36 | +24 | 9 |
| Spanyolország (ESP) | 5 | 4  | 0 | 1 | 52 | 34 | +18 | 8 |
| Montenegró (MNE)    | 5 | 2  | 2 | 1 | 43 | 31 | +12 | 6 |
| Ausztrália (AUS)    | 5 | 2  | 1 | 2 | 45 | 40 | +5  | 5 |
| Görögország (GRE)   | 5 | 1  | 0 | 4 | 37 | 56 | –19 | 2 |
| Kanada (CAN)        | 5 | 0  | 0 | 5 | 21 | 61 | –40 | 0 |

| 2008. augusztus 10. 14:00 (8:00) | Ausztrália (AUS)     | 12–8 | Görögország (GRE) | Ying Tung Natatorium, Peking Játékvezetők: Bock (GER), Chaney (USA) |
| 2008. augusztus 10. 14:00 (8:00) | (5–5, 4–3, 2–0, 1–0) |      |                   | Ying Tung Natatorium, Peking Játékvezetők: Bock (GER), Chaney (USA) |
| 2008. augusztus 10. 14:00 (8:00) | Figlioli 4           |      | Dószkasz 3        | Ying Tung Natatorium, Peking Játékvezetők: Bock (GER), Chaney (USA) |

| 2008. augusztus 12. 14:00 (8:00) | Görögország (GRE)    | 6–17 | Magyarország (HUN) | Ying Tung Natatorium, Peking Játékvezetők: Rak (CRO), Čirić (SRB) |
| 2008. augusztus 12. 14:00 (8:00) | (2–7, 2–2, 1–4, 1–4) |      |                    | Ying Tung Natatorium, Peking Játékvezetők: Rak (CRO), Čirić (SRB) |
| 2008. augusztus 12. 14:00 (8:00) | Szhízasz 2           |      | Biros 4            | Ying Tung Natatorium, Peking Játékvezetők: Rak (CRO), Čirić (SRB) |

| 2008. augusztus 14. 14:00 (8:00) | Montenegró (MNE)     | 10–6 | Görögország (GRE) | Ying Tung Natatorium, Peking Játékvezetők: Tulga (TUR), Margeta (SLO) |
| 2008. augusztus 14. 14:00 (8:00) | (3–1, 2–1, 5–2, 0–2) |      |                   | Ying Tung Natatorium, Peking Játékvezetők: Tulga (TUR), Margeta (SLO) |
| 2008. augusztus 14. 14:00 (8:00) | négy játékos 2       |      | Dószkasz 2        | Ying Tung Natatorium, Peking Játékvezetők: Tulga (TUR), Margeta (SLO) |

| 2008. augusztus 16. 10:50 (4:50) | Kanada (CAN)         | 7–13 | Görögország (GRE) | Ying Tung Natatorium, Peking Játékvezetők: Hart (AUS), Ni (CHN) |
| 2008. augusztus 16. 10:50 (4:50) | (1–6, 4–5, 2–1, 0–1) |      |                   | Ying Tung Natatorium, Peking Játékvezetők: Hart (AUS), Ni (CHN) |
| 2008. augusztus 16. 10:50 (4:50) | Feltham, Graham 3    |      | Dószkasz 4        | Ying Tung Natatorium, Peking Játékvezetők: Hart (AUS), Ni (CHN) |

| 2008. augusztus 18. 15:20 (9:20) | Spanyolország (ESP)  | 10–6 | Görögország (GRE) | Ying Tung Natatorium, Peking Játékvezetők: Rak (CRO), Simion (ROU) |
| 2008. augusztus 18. 15:20 (9:20) | (2–0, 3–0, 3–5, 2–1) |      |                   | Ying Tung Natatorium, Peking Játékvezetők: Rak (CRO), Simion (ROU) |
| 2008. augusztus 18. 15:20 (9:20) | F. Perrone 7         |      | Theodorópulosz 2  | Ying Tung Natatorium, Peking Játékvezetők: Rak (CRO), Simion (ROU) |

A 10 közé jutásért
| 2008. augusztus 20. 10:50 (4:50) | Görögország (GRE)    | 13–8 | Kína (CHN)       | Ying Tung Natatorium, Peking Játékvezetők: Balfanbajev (KAZ), Knights (NZL) |
| 2008. augusztus 20. 10:50 (4:50) | (3–1, 4–4, 2–0, 4–3) |      |                  | Ying Tung Natatorium, Peking Játékvezetők: Balfanbajev (KAZ), Knights (NZL) |
| 2008. augusztus 20. 10:50 (4:50) | Dószkasz 4           |      | Hszie Csün-min 3 | Ying Tung Natatorium, Peking Játékvezetők: Balfanbajev (KAZ), Knights (NZL) |

A 7–10. helyért
| 2008. augusztus 22. 17:00 (11:00) | Németország (GER)    | 9–13 | Görögország (GRE) | Ying Tung Natatorium, Peking Játékvezetők: Čirić (SRB), Patelli (BRA) |
| 2008. augusztus 22. 17:00 (11:00) | (3–3, 1–3, 2–4, 3–3) |      |                   | Ying Tung Natatorium, Peking Játékvezetők: Čirić (SRB), Patelli (BRA) |
| 2008. augusztus 22. 17:00 (11:00) | Nossek 3             |      | Dószkasz 6        | Ying Tung Natatorium, Peking Játékvezetők: Čirić (SRB), Patelli (BRA) |

A 7. helyért
| 2008. augusztus 24. 10:50 (4:50) | Ausztrália (AUS)     | 8–9 | Görögország (GRE)         | Ying Tung Natatorium, Peking Játékvezetők: Simion (ROU), Pinker (RSA) |
| 2008. augusztus 24. 10:50 (4:50) | (2–3, 2–2, 3–1, 1–3) |     |                           | Ying Tung Natatorium, Peking Játékvezetők: Simion (ROU), Pinker (RSA) |
| 2008. augusztus 24. 10:50 (4:50) | Figlioli 3           |     | Szhízasz, H. Afrudákisz 2 | Ying Tung Natatorium, Peking Játékvezetők: Simion (ROU), Pinker (RSA) |

| Csapat            | Helyezés |
| ----------------- | -------- |
| Görögország (GRE) | 7.       |

### Női
| Görög nemzeti női vízilabdacsapat-játékoskeret | Görög nemzeti női vízilabdacsapat-játékoskeret | Görög nemzeti női vízilabdacsapat-játékoskeret | Görög nemzeti női vízilabdacsapat-játékoskeret | Görög nemzeti női vízilabdacsapat-játékoskeret | Görög nemzeti női vízilabdacsapat-játékoskeret | Görög nemzeti női vízilabdacsapat-játékoskeret |
| #                                              | Név                                            | Poszt                                          | Magasság                                       | Súly                                           | Kor                                            | Klub                                           |
| ---------------------------------------------- | ---------------------------------------------- | ---------------------------------------------- | ---------------------------------------------- | ---------------------------------------------- | ---------------------------------------------- | ---------------------------------------------- |
| 1                                              | Jeorjía Elináki                                | GK                                             | 1,74 m (5 ft 9 in)                             | 64 kg                                          | 1974. február 28. (34 évesen)                  | Ethnikos Piraeus                               |
| 2                                              | Hrisztína Cukalá                               | CB                                             | 1,84 m (6 ft 0 in)                             | 80 kg                                          | 1991. július 8. (17 évesen)                    | Vouliagmeni                                    |
| 3                                              | Angelikí Jerolímu                              | D                                              | 1,68 m (5 ft 6 in)                             | 70 kg                                          | 1982. június 22. (26 évesen)                   | Vouliagmeni                                    |
| 4                                              | Szofía Joszifídu                               | CB                                             | 1,73 m (5 ft 8 in)                             | 61 kg                                          | 1981. január 13. (27 évesen)                   | Ethnikos Piraeus                               |
| 5                                              | Kikí Liószi                                    | D                                              | 1,70 m (5 ft 7 in)                             | 63 kg                                          | 1979. október 30. (28 évesen)                  | Vouliagmeni                                    |
| 6                                              | Sztavrúla Kozómboli                            | CF                                             | 1,80 m (5 ft 11 in)                            | 73 kg                                          | 1974. január 14. (34 évesen)                   | Nireas Chalandriou                             |
| 7                                              | Katerína Ikonomopúlu                           | CB                                             | 1,80 m (5 ft 11 in)                            | 60 kg                                          | 1978. február 16. (30 évesen)                  | ANC Glyfada                                    |
| 8                                              | Andigóni Rumbészi                              | D                                              | 1,77 m (5 ft 10 in)                            | 80 kg                                          | 1983. július 19. (25 évesen)                   | Vouliagmeni                                    |
| 9                                              | Evangelía Moraitídu                            | CB                                             | 1,84 m (6 ft 0 in)                             | 74 kg                                          | 1975. március 26. (33 évesen)                  | ANC Glyfada                                    |
| 10                                             | Alexándra Aszimáki                             | CF                                             | 1,71 m (5 ft 7 in)                             | 61 kg                                          | 1988. június 28. (20 évesen)                   | Vouliagmeni                                    |
| 11                                             | Sztavrúla Andonáku                             | D                                              | 1,70 m (5 ft 7 in)                             | 57 kg                                          | 1982. május 2. (26 évesen)                     | Ethnikos Piraeus                               |
| 12                                             | Júli Lára                                      | CF                                             | 1,75 m (5 ft 9 in)                             | 78 kg                                          | 1980. május 31. (28 évesen)                    | Vouliagmeni                                    |
| 13                                             | María Cúri                                     | GK                                             | 1,66 m (5 ft 5 in)                             | 60 kg                                          | 1986. május 25. (22 évesen)                    | ANC Glyfada                                    |
| Vezetőedző: Kyriakos Iosifidis                 |                                                |                                                |                                                |                                                |                                                |                                                |

- Kor: 2008. augusztus 11-i kora

#### Eredmények
Csoportkör
B csoport
| Csapat             | M | Gy | D | V | G+ | G– | Gk  | P |
| ------------------ | - | -- | - | - | -- | -- | --- | - |
| Magyarország (HUN) | 3 | 2  | 1 | 0 | 28 | 20 | +8  | 5 |
| Ausztrália (AUS)   | 3 | 2  | 1 | 0 | 25 | 22 | +3  | 5 |
| Hollandia (NED)    | 3 | 1  | 0 | 2 | 27 | 27 | +0  | 2 |
| Görögország (GRE)  | 3 | 0  | 0 | 3 | 16 | 27 | –11 | 0 |

| 2008. augusztus 11. 15:40 | Görögország (GRE)    | 6–8 | Ausztrália (AUS) | Ying Tung Natatorium, Peking Játékvezetők: Patelli (BRA), Margeta (SLO) |
| 2008. augusztus 11. 15:40 | (2–5, 2–2, 1–1, 1–0) |     |                  | Ying Tung Natatorium, Peking Játékvezetők: Patelli (BRA), Margeta (SLO) |
| 2008. augusztus 11. 15:40 | Rumbészi 3           |     | Beadsworth 4     | Ying Tung Natatorium, Peking Játékvezetők: Patelli (BRA), Margeta (SLO) |

| 2008. augusztus 13. 14:20 | Görögország (GRE)    | 6–9 | Hollandia (NED) | Ying Tung Natatorium, Peking Játékvezetők: Ni (CHN), Patelli (BRA) |
| 2008. augusztus 13. 14:20 | (3–3, 2–2, 1–3, 0–1) |     |                 | Ying Tung Natatorium, Peking Játékvezetők: Ni (CHN), Patelli (BRA) |
| 2008. augusztus 13. 14:20 | Liószi 2             |     | Cabout 4        | Ying Tung Natatorium, Peking Játékvezetők: Ni (CHN), Patelli (BRA) |

| 2008. augusztus 15. 15:30 | Magyarország (HUN)   | 10–4 | Görögország (GRE) | Ying Tung Natatorium, Peking Játékvezetők: Balfanbajev (KAZ), Patelli (BRA) |
| 2008. augusztus 15. 15:30 | (1–1, 3–1, 3–0, 3–2) |      |                   | Ying Tung Natatorium, Peking Játékvezetők: Balfanbajev (KAZ), Patelli (BRA) |
| 2008. augusztus 15. 15:30 | négy játékos 2       |      | négy játékos 1    | Ying Tung Natatorium, Peking Játékvezetők: Balfanbajev (KAZ), Patelli (BRA) |

A 7. helyért
| 2008. augusztus 17. 13:00 | Oroszország (RUS)    | 12–6 | Görögország (GRE) | Ying Tung Natatorium, Peking Játékvezetők: Knights (NZL), Pinker (RSA) |
| 2008. augusztus 17. 13:00 | (3–2, 4–1, 3–1, 2–2) |      |                   | Ying Tung Natatorium, Peking Játékvezetők: Knights (NZL), Pinker (RSA) |
| 2008. augusztus 17. 13:00 | Sepelina, Konuh 3    |      | Rumbészi 4        | Ying Tung Natatorium, Peking Játékvezetők: Knights (NZL), Pinker (RSA) |

| Csapat            | Helyezés |
| ----------------- | -------- |
| Görögország (GRE) | 8.       |